# Unité urbaine de Périgueux
L'unité urbaine de Périgueux est une unité urbaine française centrée sur la ville de Périgueux, la préfecture du département de la Dordogne.

## Données globales
Dans le zonage réalisé par l'Insee en 1999, l'unité urbaine (l'agglomération) de Périgueux est composée de neuf communes de la Dordogne, dans l'arrondissement de Périgueux.
En 2010, selon l'Insee, l'unité urbaine est composée des mêmes neuf communes, toutes situées dans l'arrondissement de Périgueux, subdivision administrative du département de la Dordogne.
L'unité urbaine de Périgueux représente le pôle urbain de l'aire urbaine de Périgueux composée de 43 communes en 2019. L'unité urbaine de Périgueux se différencie de la communauté d'agglomération périgourdine (CAP), ancienne intercommunalité ouverte à neuf communes mais qui n'intégrait ni Bassillac, ni Boulazac. Une nouvelle communauté d'agglomération, Le Grand Périgueux, a remplacé la CAP au 1er janvier 2014 et se compose en 2024 de 43 communes.
À la suite de la création des communes nouvelles de Bassillac et Auberoche et Sanilhac en 2017, les anciennes communes de Bassillac et de Notre-Dame-de-Sanilhac n'appartiennent plus à l'unité urbaine de Périgueux. À l'inverse, les anciennes communes d'Atur, de Saint-Laurent-sur-Manoire et de Sainte-Marie-de-Chignac, regroupées en 2016 et 2017 dans la commune nouvelle de Boulazac Isle Manoire en font désormais partie. C'est ce qui est confirmé par le nouveau zonage 2020 de l'Insee.
Par sa superficie, l'unité urbaine de Périgueux ne représente que 1,70 % du territoire départemental mais sa population regroupe 15,86 % des habitants de la Dordogne en 2022.

## Composition de l'unité urbaine

### Compositions 1999 et 2010
En 1999 et 2010, l'unité urbaine était composée des neuf communes suivantes : Bassillac, Boulazac, Champcevinel, Chancelade, Coulounieix-Chamiers, Marsac-sur-l'Isle, Notre-Dame-de-Sanilhac, Périgueux et Trélissac,.
En 2017, après les créations de plusieurs communes nouvelles, leur nombre passe à sept (Bassillac et Auberoche ainsi que Sanilhac en sont exclues). C'est ce même périmètre qui est validé par le zonage 2020 de l'Insee.
Avec 66 044 habitants, elle constitue en 2022 la première unité urbaine de la Dordogne. La même année, c'est également la douzième unité urbaine la plus peuplée de Nouvelle-Aquitaine, derrière celles de Bordeaux, Bayonne, Pau, Limoges, La Rochelle, Poitiers, Angoulême, Agen, Brive-la-Gaillarde, Niort et La Teste-de-Buch-Arcachon.

### Composition 2020
La composition de l'unité urbaine 2020 reste identique à celle de l'unité urbaine 2010, dans son périmètre de 2017.
| Nom                      | Code Insee | Département | Statut       | Superficie (km2) | Population (dernière pop. légale) | Densité (hab./km2) | Modifier                                    |
| ------------------------ | ---------- | ----------- | ------------ | ---------------- | --------------------------------- | ------------------ | ------------------------------------------- |
| Périgueux (ville-centre) | 24322      | Dordogne    | ville-centre | 9,82             | 29 876 (2022)                     | 3 042              | modifier les données · modifier les données |
| Boulazac Isle Manoire    | 24053      | Dordogne    | banlieue     | 55,95            | 10 628 (2022)                     | 190                | modifier les données · modifier les données |
| Champcevinel             | 24098      | Dordogne    | banlieue     | 17,72            | 3 077 (2022)                      | 174                | modifier les données · modifier les données |
| Chancelade               | 24102      | Dordogne    | banlieue     | 16,23            | 4 442 (2022)                      | 274                | modifier les données · modifier les données |
| Coulounieix-Chamiers     | 24138      | Dordogne    | banlieue     | 21,70            | 7 537 (2022)                      | 347                | modifier les données · modifier les données |
| Marsac-sur-l'Isle        | 24256      | Dordogne    | banlieue     | 10,05            | 3 165 (2022)                      | 315                | modifier les données · modifier les données |
| Trélissac                | 24557      | Dordogne    | banlieue     | 22,88            | 7 319 (2022)                      | 320                | modifier les données · modifier les données |

## Évolution démographique
Le territoire concerné par l'unité urbaine (157,50 km2 en 2015) a augmenté en 2016 (187,07 km2) avec la création de la commune nouvelle de Boulazac Isle Manoire (incluse dans l'unité urbaine), puis diminué en 2017 (154,35 km2) avec l'extension de Boulazac Isle Manoire (toujours incluse) et la création de Bassillac et Auberoche et de Sanilhac (exclues et excluant donc les anciennes communes de Bassillac et Notre-Dame-de-Sanilhac).
L'évolution démographique ci-dessous concerne l'unité urbaine selon le zonage de 2020.
| 1968   | 1975   | 1982   | 1990   | 1999   | 2006   | 2011   | 2016   | 2022   |
| ------ | ------ | ------ | ------ | ------ | ------ | ------ | ------ | ------ |
| 58 587 | 60 342 | 61 104 | 61 549 | 61 881 | 62 963 | 64 879 | 65 292 | 66 044 |

Histogramme

(élaboration graphique par Wikipédia)

## Emploi et chômage
En 2022, l'unité urbaine offre 40 213 emplois, contre 38 147 en 2016, soit une hausse de 5,42 %. De son côté, le chômage affecte 3 796 personnes (12,8 % de la population active) en 2022 contre 4 733 en 2016 (16,1 %), soit une amélioration de 3,3 points.

## Logement
En 2022, l'unité urbaine regroupe 39 943 logements contre 38 295 en 2016, soit une augmentation de  4,3 %. Il s'agit essentiellement de résidences principales (34 606), soit 86,6 % du parc immobilier. Les résidences secondaires ou les logements occasionnels sont très minoritaires (1 393, soit 2,7 %), le reste correspondant à 3 944 logements vacants, soit 9,9 % du parc.